# Macintosh Plus
Apple MACINTOSH Plus (MACINTOSH Plus) је кућни рачунар фирме Епл (Apple) који је почео да се производи у САД током 1986. године.
Користио је Motorola MC 68000 микропроцесорску јединицу а RAM меморија рачунара је имала капацитет од 1 MB (до 4 MB) IBM RAM SIMM's као и други 1MB SIMM модули.
Као оперативни систем кориштен је Macintosh System (од 3.2 до 7.5).

## Детаљни подаци
Детаљнији подаци о рачунару MACINTOSH Plus су дати у табели испод.
|                       |                                                          |
| [ 1 ]                 |                                                          |
| Произвођач            | Епл                                                      |
| Тип                   | кућни рачунар                                            |
| Меморија              | 1 (до 4 MB) IBM RAM SIMM's као и други 1MB SIMM модули   |
| Поријекло             | Сједињене Америчке Државе                                |
| Година                | 1986                                                     |
| Тастатура             | Пуни помак 78 тастера са нумеричком тастатуром           |
| Процесор              |                                                          |
| Фреквенција процесора | 7,8336                                                   |
| RAM                   | 1 (до 4 MB) IBM RAM SIMM's као и други 1MB SIMM модули   |
| ROM                   | 128                                                      |
| Текст                 |                                                          |
| Графика               | 512 x 342 тачака                                         |
| Боја                  | једна боја                                               |
| Звук                  | генератор тона и Д/А претварач (22KHz брзина семпловања) |
| Димензије             | 34,5 (висина) x 24,5 (ширина) x 27,5 (дубина) / 7,48     |
| Портови               |                                                          |
| Оперативни систем     |                                                          |